# Thomas Rhett
Thomas Rhett Akins, Jr. est un chanteur et compositeur de musique country américain né le 30 mars 1990. Son père est le chanteur Rhett Akins (en).

## Biographie

### Carrière
Thomas Rhett est né à Valdosta, en Géorgie (États-Unis). Il est le fils du chanteur country Rhett Akins ce qui lui a permis de grandir en fréquentant d'autres chanteurs, dont Tim McGraw et Brooks & Dunn. Après avoir appris à jouer de la batterie en étant à l'école secondaire, Rhett allait jouer plus tard sur scène avec son père. Au lycée, il faisait partie d'un groupe nommé The High Heeled Flip Flops. Outre la musique, il n'avait pas de choix de carrière en tête. Après le lycée, Rhett est allé à l'université de Lipscomb à Nashville, Tennessee pour étudier les communications, principalement parce que ses amis allaient à l'université et il ne savait pas quoi faire d'autre. L'intérêt de Rhett pour la musique s'est développé au fil des ans et, par conséquent, il n'a pas tenu sa promesse envers sa mère - il a quitté l'université à l'âge de 20 ans pour poursuivre une carrière musicale. Une nuit en jouant dans un club, un cadre de Big Machine Label Group l'a approché et lui a offert un contrat d'édition pour écrire des chansons. Il a accepté et a commencé à écrire de nombreuses chansons pour l'entreprise.
Rhett a co-écrit la chanson I Ain't Ready to Quit sur My Kinda Party de Jason Aldean en 2010 et a signé un contrat d'enregistrement avec la division Valory Music Group de Big Machine Records en 2011. Les 21 premières semaines de l'album ont été dans le top 40 du Billboard 200 ; il a également vendu 1,7 million dans ses premières années de sortie. Rhett a aussi co-écrit les singles 1994 de Jason Aldean, Parking Lot Party de Lee Brice et Round Here de Florida Georgia Line.
Début 2012, il sort son premier single, Something to Do with My Hands, suivi la même année par Beer with Jesus. Ces deux derniers ont atteint le top 30 du classement Hot Country Songs. Son troisième single, It Goes Like This, a terminé en tête du palmarès Country Airplay et a également atteint le numéro 2 des Hot Country Songs.
Son premier album, intitulé It Goes Like This, est sorti le 29 octobre 2013. Le quatrième single de l'album, Get Me Some of That, est devenu le deuxième single numéro 1 de Rhett début 2014. Le cinquième single de l'album, Make Me Wanna a été diffusé à la radio country le 4 août 2014. Il a atteint le numéro un du Country Airplay le 7 mars 2015. Entre les deux singles, Rhett a chanté avec Justin Moore sur le titre de Brantley Gilbert Small Town Throwdown.
Le 7 avril 2015, Rhett sort un nouveau single intitulé Crash and Burn qui a servi de premier single à son deuxième album studio. L'album, Tangled Up est sorti le 25 septembre. Il atteint la première place du classement Country Airplay en septembre 2015. Le deuxième single de l'album, Die a Happy Man, sort à la radio country le 28 septembre 2015. Il a atteint la première place sur le tableau Country Airplay, Hot Country Songs et Canada Country en décembre 2015 et en janvier 2016. Il est resté au numéro un du tableau Airplay du pays pendant 8 semaines, devenant la deuxième chanson dans l'histoire du classement à le faire. Le troisième single de l'album, T-Shirt, est sorti à la radio country le 16 février 2016. Il a atteint le numéro un du Country Airplay en juin 2016. Vacation, le quatrième single de l'album a été diffusé à la radio country le 13 juin 2016. Le cinquième single de l'album en version Deluxe, Star of the Show, est sorti à la radio country le 3 octobre 2016.
Le 8 septembre, Rhett a sorti son troisième album studio Life Changes. Il comprend les singles Craving You avec Maren Morris, Unforgettable et Marry Me. La chanson titre a été publiée en tant que quatrième single de l'album le 16 avril 2018.

### Vie personnelle
Thomas Rhett est marié à Lauren Akins. Le couple s'est marié le 12 octobre 2012. En février 2017, ils ont annoncé qu'ils attendaient une petite fille pour le mois d'août et ils ont adopté une petite fille d'Ouganda, Willa Gray Akins (née le 1er novembre 2015), le 12 mai 2017. Le 12 août 2017, ils ont accueilli leur deuxième fille, Ada James Akins,,. Rhett mentionne sa femme et ses filles dans sa chanson Life Changes.
En juillet 2019, ils annoncent attendre leur troisième enfant.

## Albums studios
| Titre                                          | Détails                                               | Meilleures positions | Meilleures positions | Meilleures positions | Meilleures positions | Meilleures positions | Ventes        | Certifications           |
| Titre                                          | Détails                                               | US Country           | US                   | AUS                  | CAN                  | UK                   | Ventes        | Certifications           |
| ---------------------------------------------- | ----------------------------------------------------- | -------------------- | -------------------- | -------------------- | -------------------- | -------------------- | ------------- | ------------------------ |
| It Goes Like This                              | - Date de sortie : 29 octobre 2013 - Label : Valory   | 2                    | 6                    | —                    | 23                   | —                    | - US: 271 000 |                          |
| Tangled Up                                     | - Date de sortie : 25 septembre 2015 - Label : Valory | 2                    | 6                    | 77                   | 2                    | 80                   | - US: 598 900 | - RIAA: Platine - MC: Or |
| Life Changes                                   | - Date de sortie : 8 septembre 2017 - Label : Valory  | 1                    | 1                    | 30                   | 2                    | 54                   | - US: 319 300 |                          |
| Center Point Road                              | - Date de sortie : 31 mai 2019 - Label : Valory       | 1                    | 1                    | 24                   | 2                    | —                    | - US: 101 600 |                          |
| Country Again: Side A                          | - Date de sortie : 30 avril 2021 - Label : Valory     | À venir              | À venir              | À venir              | À venir              | À venir              | À venir       | À venir                  |
| "—" signifie que le titre ne s'est pas classé. |                                                       |                      |                      |                      |                      |                      |               |                          |

## Récompenses et nominations
| Année | Cérémonie                         | Catégorie                       | Lauréat                                                             | Résultat   | Ref    |
| ----- | --------------------------------- | ------------------------------- | ------------------------------------------------------------------- | ---------- | ------ |
| 2013  | American Country Awards           | New Artist of the Year          | Thomas Rhett                                                        | Nomination | [ 26 ] |
| 2014  | iHeartRadio Music Awards          | Country Song of the Year        | It Goes Like This                                                   | Nomination | [ 27 ] |
| 2014  | CMT Music Awards                  | Video of the Year               | It Goes Like This                                                   | Nomination | [ 28 ] |
| 2014  | CMT Music Awards                  | Breakthrough Video of the Year  | It Goes Like This                                                   | Nomination | [ 28 ] |
| 2014  | Country Music Association Awards  | New Artist of the Year          | Thomas Rhett                                                        | Nomination | [ 29 ] |
| 2014  | American Country Countdown Awards | Breakthrough Artist of the Year | Thomas Rhett                                                        | Nomination | [ 30 ] |
| 2015  | Academy of Country Music Awards   | New Artist of the Year          | Thomas Rhett                                                        | Nomination | [ 31 ] |
| 2015  | CMT Music Awards                  | Collaborative Video of the Year | Small Town Throwdown(partagé avec Brantley Gilbert et Justin Moore) | Nomination | [ 32 ] |
| 2015  | BMI Country Awards                | Top 50 Songs                    | Make Me Wanna                                                       | Lauréat    | [ 33 ] |
| 2015  | Country Music Association Awards  | New Artist of the Year          | Thomas Rhett                                                        | Nomination | [ 34 ] |
| 2016  | American Music Awards             | Favorite Male Artist – Country  | Thomas Rhett                                                        | Nomination | [ 35 ] |
| 2016  | American Music Awards             | Favorite Song - Country         | Die a Happy Man                                                     | Nomination | [ 35 ] |
| 2016  | Country Music Association Awards  | Song of the Year                | Die a Happy Man                                                     | Lauréat    | [ 36 ] |
| 2016  | Billboard Music Awards            | Top Country Song                | Die a Happy Man                                                     | Lauréat    | [ 37 ] |
| 2017  | Grammy Awards                     | Best Country Song               | Die a Happy Man                                                     | Nomination | [ 38 ] |
| 2017  | iHeartRadio Music Awards          | Country Artist of the Year      | Thomas Rhett                                                        | Lauréat    | [ 39 ] |
| 2017  | iHeartRadio Music Awards          | Country Song of the Year        | T-Shirt                                                             | Nomination | [ 39 ] |
| 2017  | CMT Music Awards                  | Video of the Year               | Star of the Show                                                    | Nomination | [ 40 ] |
| 2017  | CMT Music Awards                  | Male Video of the Year          | Star of the Show                                                    | Nomination | [ 40 ] |
| 2017  | CMT Music Awards                  | CMT Performance of the Year     | Close(avec Nick Jonas)                                              | Nomination | [ 40 ] |
| 2017  | Teen Choice Awards                | Choice Country Song             | Craving You(feat. Maren Morris)                                     | Nomination | [ 41 ] |
| 2017  | Country Music Association Awards  | Musical Event of the Year       | Craving You(feat. Maren Morris)                                     | Nomination | [ 42 ] |
| 2017  | Country Music Association Awards  | Music Video of the Year         | Craving You(feat. Maren Morris)                                     | Nomination | [ 42 ] |
| 2017  | Country Music Association Awards  | Male Vocalist of the Year       | Thomas Rhett                                                        | Nomination | [ 42 ] |
| 2017  | American Music Awards             | Favorite Male Artist - Country  | Thomas Rhett                                                        | Nomination | [ 43 ] |
| 2018  | Grammy Awards                     | Best Country Album              | Life Changes                                                        | Nomination | [ 44 ] |
| 2018  | iHeartRadio Music Awards          | Country Artist of the Year      | Thomas Rhett                                                        | Lauréat    | [ 45 ] |
| 2018  | iHeartRadio Music Awards          | Country Song of the Year        | Unforgettable                                                       | Nomination | [ 45 ] |
| 2018  | Academy of Country Music Awards   | Male Vocalist of the Year       | Thomas Rhett                                                        | Nomination | [ 46 ] |
| 2018  | Academy of Country Music Awards   | Album of the Year               | Life Changes                                                        | Nomination | [ 46 ] |
| 2018  | Academy of Country Music Awards   | Video of the Year               | Marry Me                                                            | Nomination | [ 46 ] |
| 2018  | Academy of Country Music Awards   | Vocal Event of the Year         | Craving You (feat. Maren Morris)                                    | Nomination | [ 46 ] |
| 2018  | Billboard Music Awards            | Top Country Artist              | Thomas Rhett                                                        | Nomination | [ 47 ] |
| 2018  | Billboard Music Awards            | Top Country Male Artist         | Thomas Rhett                                                        | Nomination | [ 47 ] |
| 2018  | Billboard Music Awards            | Top Country Album               | Life Changes                                                        | Nomination | [ 47 ] |
| 2018  | CMT Music Awards                  | Video of the Year               | Marry Me                                                            | Nomination | [ 48 ] |
| 2018  | CMT Music Awards                  | Collaborative Video of the Year | Craving You (feat. Maren Morris)                                    | Nomination | [ 48 ] |
| 2018  | CMT Music Awards                  | Male Video of the Year          | Marry Me                                                            | Nomination | [ 48 ] |
| 2018  | Country Music Association Awards  | Male Vocalist of the Year       | Thomas Rhett                                                        | Nomination | [ 49 ] |
| 2018  | Country Music Association Awards  | Album of the Year               | Life Changes                                                        | Nomination | [ 49 ] |
| 2018  | Country Music Association Awards  | Music Video of the Year         | Marry Me                                                            | Lauréat    | [ 49 ] |
| 2018  | American Music Awards             | Favorite Male Artist - Country  | Thomas Rhett                                                        | Nomination | [ 50 ] |
| 2018  | American Music Awards             | Favorite Album - Country        | Life Changes                                                        | Nomination | [ 50 ] |
| 2019  | iHeartRadio Music Awards          | Country Artist of the Year      | Thomas Rhett                                                        | Nomination | [ 51 ] |
| 2019  | Academy of Country Music Awards   | Male Artist of the Year         | Thomas Rhett                                                        | Lauréat    | [ 52 ] |
| 2019  | CMT Music Awards                  | Male Video of the Year          | Life Changes                                                        | Nomination |        |
| 2019  | Teen Choice Awards                | Choice Country Artist           | Thomas Rhett                                                        | Nomination | [ 53 ] |
| 2019  | Teen Choice Awards                | Choice Country Song             | Look What God Gave Her                                              | Nomination | [ 53 ] |